# 二亚氨基硫

S(NBu-t)_{2}的结构。

二亚氨基硫是一种化合物，其通式为S(NR)2。其母体S(NH)2尚属未知，仅有理论研究。R为有机基团的衍生物是稳定的，可用于有机反应。

## 衍生物
二叔丁基二亚氨基硫是它的稳定衍生物之一，可由叔丁胺和二氯化硫反应，经中间体“S(N-t-Bu)”，在60 °C加热分解为二亚氨基化物。其它制备二亚氨基硫的方法是四氯化硫和胺的反应，以及二磺酰基硫二亚胺的亚氨基转移反应：
S(NSO2Ph)2  +  2 RNH2  →   S(NR)2  +  2 PhSO2NH2
N,N-二(甲氧羰基)二亚氨基硫（MeO2C-N=S=N-CO2Me）可由氨基甲酸甲酯为原料制得。